# Hahnerberger Siepen
Der Hahnerberger Siepen ist ein 166 Meter(208 m) langer Zufluss des Hahnerberger Bachs im Wuppertaler Stadtteil Cronenberg.

## Lage und Beschreibung
Der Hahnerberger Siepen entspringt in rund 285 m ü. NN am südöstlichen Hang des Hahnerbergs im Cronenberger Ortsteil Hahnerberg. Der Bach fließt in südlicher Richtung in einem bewaldeten Muldental und mündet nach der Querung einer mit Pflastersteinen ausgelegten Furt in einer auf
Privatgelände liegenden Grünlandbrache auf 254 m ü. NN in den Hahnerberger Bach.
Die schmale Talaue wird von einem Erlensaum beschattet, wobei links ein Ahornforst und rechts ein Rotbuchen-Altholzbestand anschließt. Zu niederschlagsarmen Zeiten fällt der Siepen im oberen Bereich trocken, der Grund dazu dürfte in der Grundwasserentnahme an der Quelle zu suchen sein. An der Entnahme sind die Herberge und der Gelper Hof beteiligt, die Wasserleitung dazu verläuft rechtsseitig parallel zum Siepen. In einem Überlauf wird aber teilweise wieder Wasser zurück an den Hahnerberger Siepen gegeben.
Der Quellbereich des Hahnerberger Siepens ist als Naturdenkmal klassifiziert.